# Pandanicola
Pandanicola is een geslacht van schimmels behorend tot de familie Xylariaceae. De typesoort is Pandanicola calocarpa.

## Soorten
Volgens Index Fungorum telt het geslacht twee soorten (peildatum mei 2023):
| Soortnaam              | Auteur(s)                   | Publicatiejaar |
| ---------------------- | --------------------------- | -------------- |
| Pandanicola calocarpa  | (Syd. & P. Syd.) K.D. Hyde  | 1994           |
| Pandanicola graminella | (Höhn.) B.S. Lu & K.D. Hyde | 2000           |